# Veszélyes körök
A Veszélyes körök (eredeti címe: The In Crowd) egy 2000-es amerikai thriller, amelyet Mary Lambert rendezett. A produkció főszerepében Susan Ward, Lori Heuring és Matthew Settle. A filmet 2000. július 10-én mutatták be először az Egyesült Államokban, Magyarországon csak videókazettán volt elérhető 2001. június 7-től.

## Cselekmény
Amikor Adrien Williamst kiengedik az elmegyógyintézetből, egykori orvosa, Henry Thompson azonnal megpróbálja talpra állítani azzal, hogy munkát szerez neki egy keleti parti country klubban, ahol megismerkedik a sznob, gazdag "szép emberek" életmódjával.
Brittany Foster, a környéken élő fiatal nő összebarátkozik Adriennel, és a szárnyai alá veszi, befogadja őt a gazdag tinédzserek klikkjébe. Brittany baráti társasága megjegyzéseket tesz arra, hogy Adrien mennyire hasonlít Brittany nővérére, Sandrára, aki elköltözött. Eleinte élvezi, hogy Brittany közeli bizalmasa, de Adrien hamarosan kezdi felfedezni, hogy Brittany valójában mennyire kétszínű, amikor Matt Curtis, Brittany vonzalmának tárgya, érdeklődni kezd Adrien iránt.
Brittany nekilát, hogy megszabaduljon Adrientől, mégpedig úgy, hogy ellopja az aktáját Henry irodájából, és felfedezi Adrien múltját. Adrien is többet tud meg Brittanyről, amikor rájön, hogy Sandra korábban ennek a baráti körnek a "méhkirálynője" volt, és gyakran bánt rosszul Brittanyval. Brittany dühös, hogy a legjobb barátnője, Kelly elárulta őt, amikor meghallja, hogy Adriennek magyarázza eltűnt nővére helyzetét. Hogy titokban tartsa a titkát, megfojtja Kellyt, később pedig megöli Henryt, és Adrient hibáztatja. Felettese tudott Adrien elmegyógyintézetben töltött idejéről, és készségesen elhiszi, hogy Adrien a gyilkos.
Bobby, Brittany egyik barátja segítségével Adrien megszökik az elmegyógyintézetből. Adrien visszamegy a country klubba, ahol mindenki egy nyárzáró partin vesz részt. A Kelly által elmondott információkat felhasználva és néhány apróságot összerakva Adrien rájön, hogy Brittany valójában megölte Sandrát, és megrendezte a költözését. Adrien megjelenik a country klubban Sandrának öltözve. Brittany meglátja, akiről azt hiszi, hogy a nővére, és elkezd kiborulni. Brittany elindul az erdőbe, és kiássa Sandra holttestét, csak hogy bebizonyítsa, hogy valóban halott. Adrien szembeszáll vele, és Brittany megtámadja, és mielőtt megpróbálná megölni, szóban bevallja, miért ölte meg a nővérét. A veszekedés hallatán mindenki összegyűlik odakint, hogy tanúi legyenek annak, hogy Brittany őrült, és hogy ő a gyilkos. Adrien továbbáll és elhagyja a country klubot, Brittany pedig az elmegyógyintézetben köt ki. Az utolsó jelenetben Brittany a szépségét és nőiességét használja fel egy férfi ápolóval szemben, a közönségben azt a benyomást keltve, hogy a lány nagy valószínűséggel meg fog szökni az elmegyógyintézetből.

## Szereplők
| Szerep             | Színész           | Magyar hangja      |
| ------------------ | ----------------- | ------------------ |
| Brittany Foster    | Susan Ward        | Szénási Kata       |
| Adrien Williams    | Lori Heuring      | n.a                |
| Matt               | Matthew Settle    | n.a                |
| Bobby              | Nathan Bexton     | n.a                |
| Dr Amanda Giles    | Tess Harper       | Menszátor Magdolna |
| Kelly              | Laurie Fortier    | Zsigmond Tamara    |
| Joanne             | Kim Murphy        | Roatis Andrea      |
| Andy               | Jay R. Ferguson   | n.a                |
| Wayne              | A. J. Buckley     | n.a                |
| Morgan             | Katharine Towne   | n.a                |
| Tom                | Ethan Erickson    | n.a                |
| Greg               | Charlie Finn      | n.a                |
| Sheila             | Erinn Bartlett    | n.a                |
| Bob Mead           | Peter Mackenzie   | n.a                |
| Dr. Henry Thompson | Daniel Hugh Kelly | n.a                |

## Fogadtatás
A film nagyon gyengén szerepelt a kritikusok körében. A Rotten Tomatoeson 2%-os minősítést ért el 60 értékelés alapján, az összefoglaló szerint: „A Veszélyes körök egy unalmas, szappanos katyvasz, amelyből hiányzik az energia ahhoz, hogy bűnös élvezetnek minősüljön, a lassú tempó, a gyenge színészi játék és az eredetiség megdöbbentő hiánya miatt.”
A MetaCritic 14 pontot adott a 100-ból 16 vélemény alapján. A. O. Scott a The New York Timestól azt írta: „Az egyedüli emberek, akiket meglephet ez a film, azok lesznek, akik véletlenül rossz multiplex moziba tévedtek.” Maitland McDonagh a TV Guide Magazine-tól azt írta: „A legnagyobb rejtély azonban az, hogy ez az alaposan giccses film hogyan kerülhetett a mozikba, ahelyett, hogy közvetlenül kazettára küldték volna.”
A produkció pénzügyileg veszteséges volt. A Box Office Mojo szerint a 24 millió dolláros költségvetésre 5 millió dolláros bevételt szerzett.